# Hintersee (Ramsauer Ache)
A Hintersee, korábban Forchensee (a Fröche szóból, archaikus kifejezés a sebes pisztrángra) egy 16,4 hektáros hegyvidéki tó Németországban, azon belül Bajorországban, a Berchtesgadener Land járásban. A Berchtesgadeni-Alpok hegyeivel körülvett tó népszerű kirándulóhelynek számít.

## Földrajza

### Kialakulása
A Hintersee a Reiteralpe és a Hochkalter lábánál 3500-4000 évvel ezelőtt alakult ki, amikor a Hochkalter masszívum Blaueistal völgyéből 75 hektárnyi területen lezúduló sziklaomlásból származó 15 millió köbméternyi törmelék a Hirschbichlnél eredő Klausbachot felduzzasztotta, és ezzel egyidejűleg létrehozta a Zauberwaldot. Annak érdekében, hogy a magával hurcolt hordalék megakadályozza a tó további eliszaposodását, 1900 körül a Klausbachot a Hintersee körül a Sillersbachba torkolló folyóhoz vezették, mielőtt végül a Ramsauer Achéba ömlött volna. Ennek ellenére a tó vízfelszíne ma már csak egyharmada az eredeti felületének.

### Fekvése
A tó teljes egészében a Forstbezirk Hintersee járás területén fekszik, amely 1984. január 1-jén Ramsau bei Berchtesgadenbe történő beolvasztásáig önkormányzattal nem rendelkező terület volt. 
A tavat ma már csak kisebb mellékfolyók táplálják nyugatról és északnyugatról. Ezek közé tartozik az Antonigraben, amely az Edelweißlahnerkopf alatt ered, és csak néhány méterre a 17. századból származó műemlék Antoni-kápolnától torkollik a tóba. 

## Története
A fontos kereskedelmi útvonal a Hirschbichlön át Pinzgau felé a Hintersee mellett vezetett, ami hozzájárult Ramsau első településének kialakulásához a berchtesgadeni kolostor 1121-es alapítása után.
A Bajor Szabadállam megalakulása után a hinterseei erdészház volt III. Lajos bajor király utolsó állomása Bajorországban, mielőtt a salzburgi Anifban tett „anifi nyilatkozatban” felmentette tisztviselőit és katonáit a neki tett hűségeskü alól, és ezzel véget vetett a Wittelsbach-ház 738 éves bajor uralmának.
Obersalzberg bombázása után a náci funkcionáriusok egy részét Hinterseebe telepítették át. Nem sokkal a második világháború vége előtt, 1945. május 1-jén August Winter tábornok parancsára itt semmisítették meg a német haderő főparancsnokságának (OKW) hadinaplóját, az összes szöveg- és függelékkötettel együtt.

## Fordítás
- Ez a szócikk részben vagy egészben  a   Hintersee (Ramsauer Ache) című német Wikipédia-szócikk ezen változatának fordításán alapul.  Az eredeti cikk szerkesztőit annak laptörténete sorolja fel. Ez a jelzés csupán a megfogalmazás eredetét és a szerzői jogokat jelzi, nem szolgál a cikkben szereplő információk forrásmegjelöléseként.

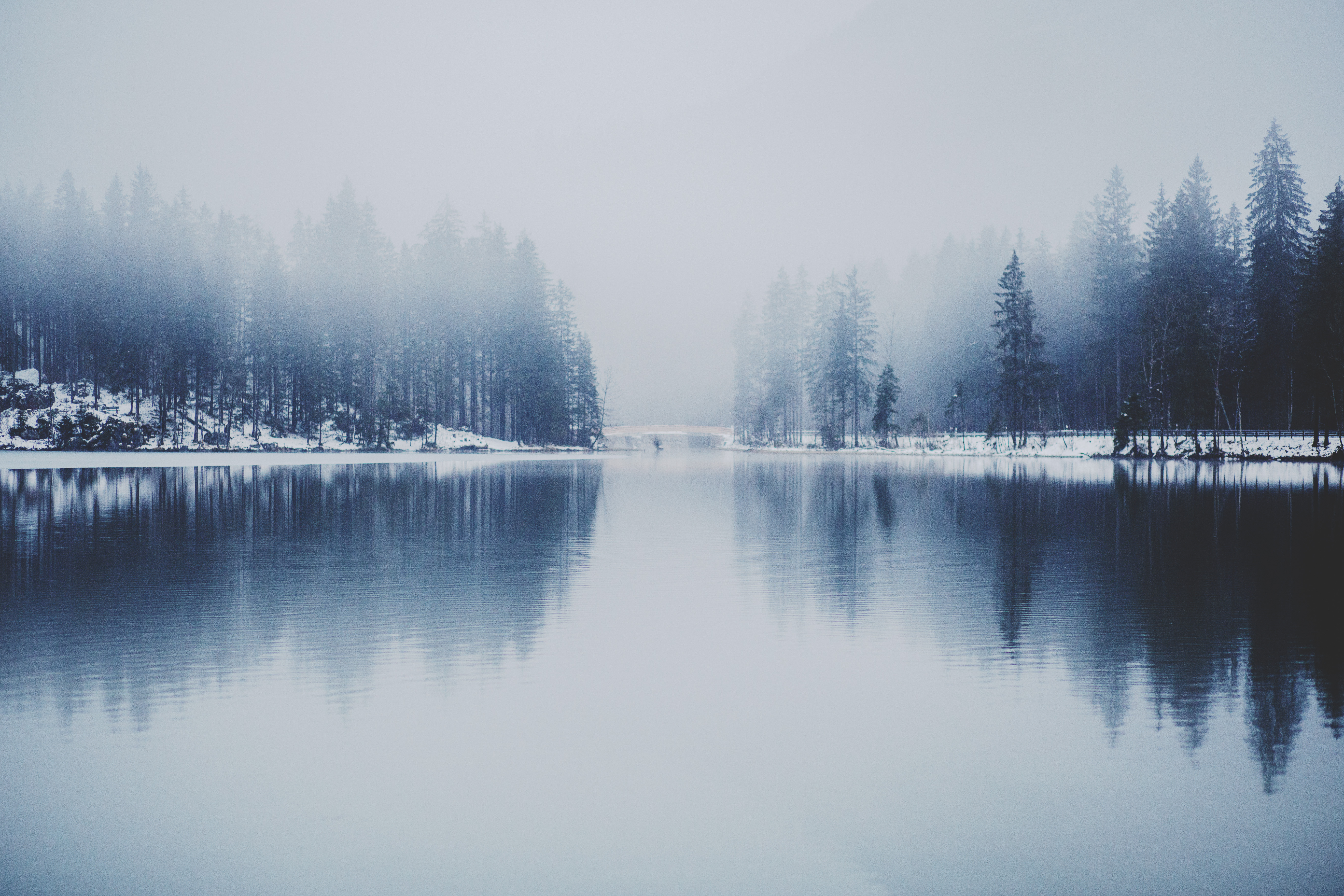
A tó télen

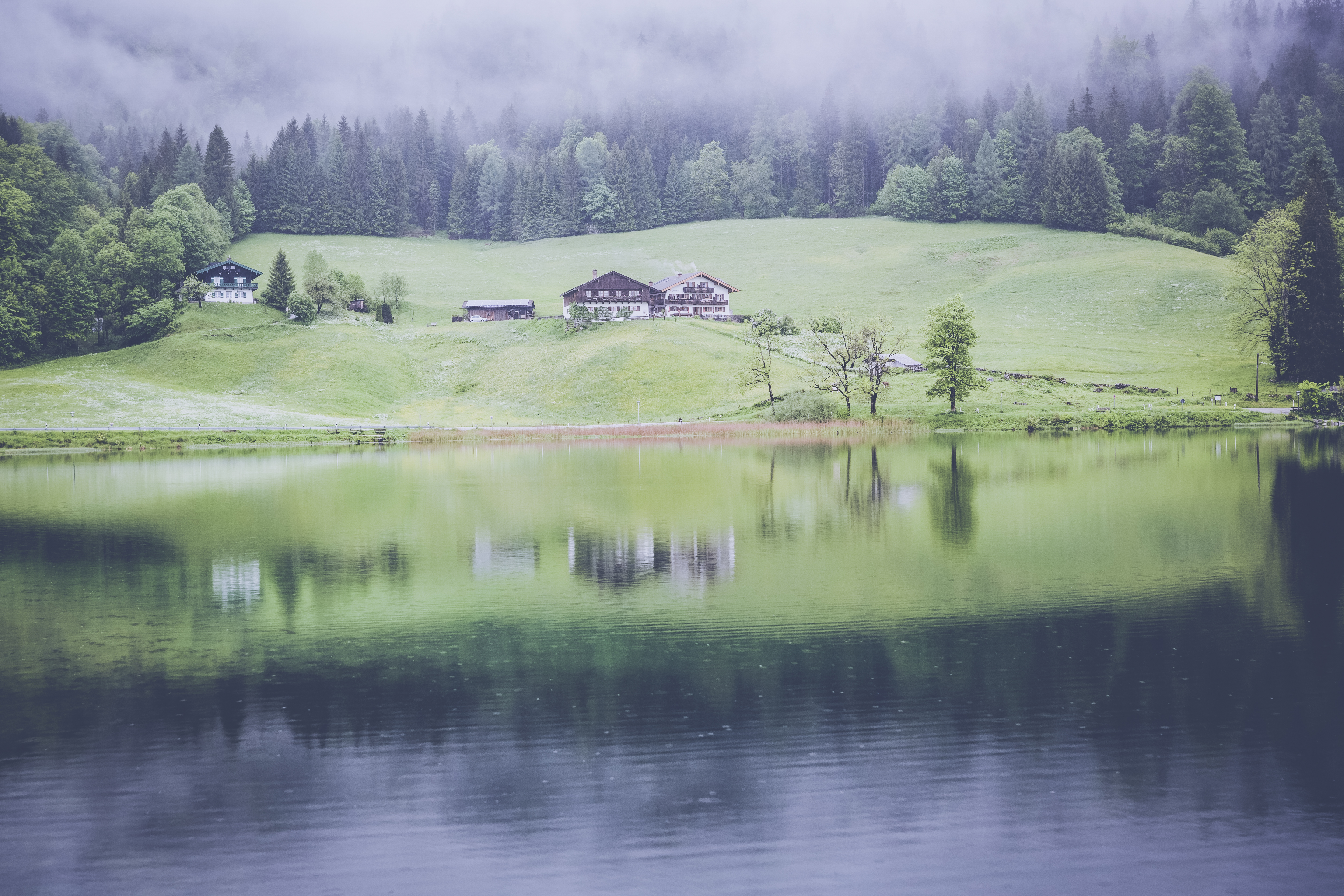
Ködben (a hegyi klíma miatt itt nyáron is köd van, amikor ez a fotó készült)

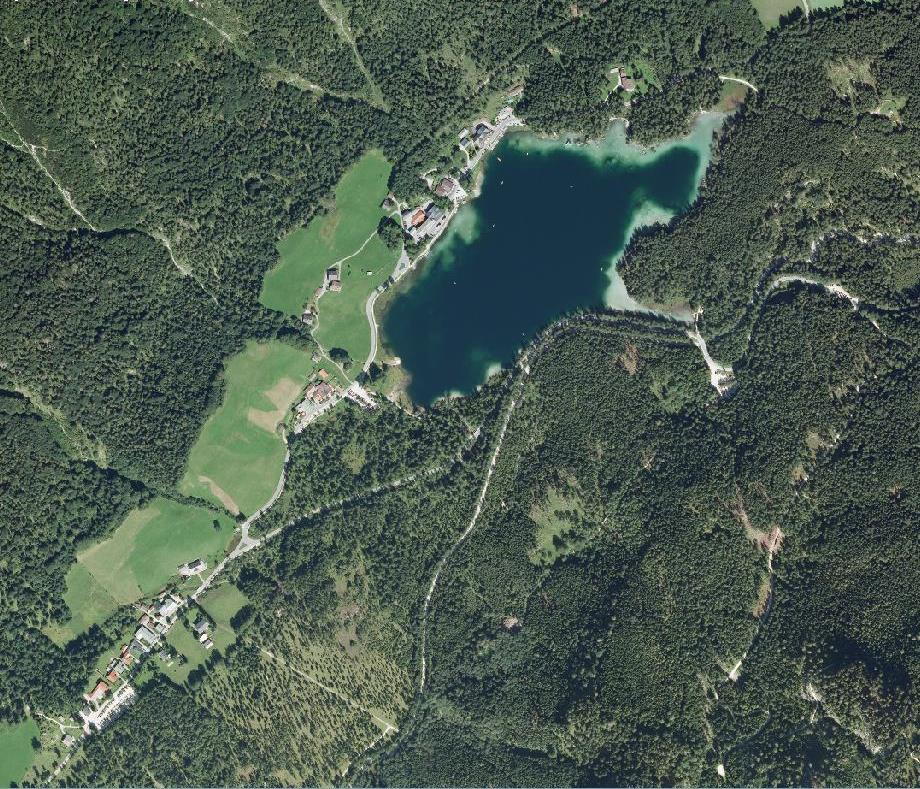
Légi felvétel a tóról. A fotón látható továbbá Ramsau bei Berchtesgaden község is.